# Simona Muccioli
Simona Muccioli (ur. 15 marca 1984 w San Marino) – sanmaryńska pływaczka, uczestniczka igrzysk w 2008, na których wystartowała w zawodach na 100 m stylem motylkowym. Odpadła w eliminacjach, zajmując ostatnie, 49. miejsce (3. w swoim wyścigu eliminacyjnym) z czasem 1:04,91.
Jest wielokrotną medalistką igrzysk małych państw Europy. W 2005 roku zdobyła trzy srebrne medale – na 200 m stylem motylkowym oraz 200 i 400 m zmiennym. Dwa lata później wywalczyła srebrny medal na 400 m stylem zmiennym i brązowy na 200 m motylkowym. W 2009 roku Muccioli zdobyła złoto na 200 m stylem motylkowym oraz 2 brązowe medale w stylu zmiennym – na 200 i 400 m. W kolejnej edycji – 2011 – wywalczyła brąz na 200 m stylem motylkowym.